# Wind Beneath My Wings
Wind Beneath My Wings è un brano musicale del 1982 scritto da Jeff Silbar e Larry Henley. 
La canzone è stata registrata, ma non pubblicata, nel 1982 dal cantante malese-australiano Kamahl per una versione country-western. Nei periodi successivi il brano è stato interpretato da Roger Whittaker, Sheena Easton, Lee Greenwood, Colleen Hewett (1982), Lou Rawls (1983), Gladys Knight & the Pips (1983) e Gary Morris (1983).
Tra le versioni più celebri vi è quella del 1988 interpretata dall'attrice e cantante Bette Midler per la colonna sonora del film Spiagge (Beaches). Questa versione ha ottenuto due Grammy Awards nell'edizione 1990 ("registrazione dell'anno" e "canzone dell'anno") ed è stata inserita, nel 2004, nella AFI's 100 Years... 100 Songs, elenco che passa in rassegna i migliori brani musicali del cinema americano. 
Nel 1987 è stata registrata da Perry Como per il suo ultimo album in studio Today.

## Versione di Bette Midler

### Tracce
- 7" USA

1. Wind Beneath My Wings
2. Oh Industry

### Classifiche
| Classifica (1989) | Posizione raggiunta |
| ----------------- | ------------------- |
| Regno Unito       | 5                   |
| Stati Uniti       | 1                   |